# 萨穆·阿盖霍瓦
萨穆埃尔·奥莫罗迪翁·阿盖霍瓦（西班牙語：Samuel Omorodion Aghehowa；2004年5月5日—），生于梅利利亚，西班牙男子足球运动员，场上位置是前锋，現效力於葡萄牙足球超级联赛球隊波圖。2024年夏季奥林匹克运动会男子金牌得主。